# Falco moluccensis
El cernícalo de las Molucas o cernícalo moluqueño  (Falco moluccensis), es un ave de presa perteneciente a la familia de los halcones que se distribuye por el Sureste Asiático y la Wallacea. Se reconocen dos subespecies: F. moluccensis microbalia, en Java, las islas Célebes y en las islas menores de la Sonda, y la nominal, F. moluccensis moluccensis por el resto del territorio de distribución. Se le supone pariente cercano del cernícalo australiano y posiblemente sea conespecífico con él.

## Distribución y hábitat
Se distribuye a ambos lados de la línea de Wallace. Este cernícalo habita pastizales con árboles dispersos, ligeramente arbolados, zonas de cultivo, y los bordes de los bosques primarios y secundarios. A lo largo de los caminos forestales, puede penetrar en los bosques, y entonces habita en los claros. También se le ha observado vivir en zonas habitadas.

## Comportamiento
Se mueve tanto individualmente como parejas e incluso en pequeños grupos de 5-6 aves. Utiliza como percha árboles muertos y postes de teléfono.
En Sumba, Indonesia se han encontrado nidos en la copa de una palmera, y otro en el punto más alto del techado de paja de una casa tradicional. Los cortejos se observaron durante la estación seca (junio-julio), y las parejas fueron vistas juntas preparando el nido en el comienzo de las estaciones de lluvias (diciembre-enero).

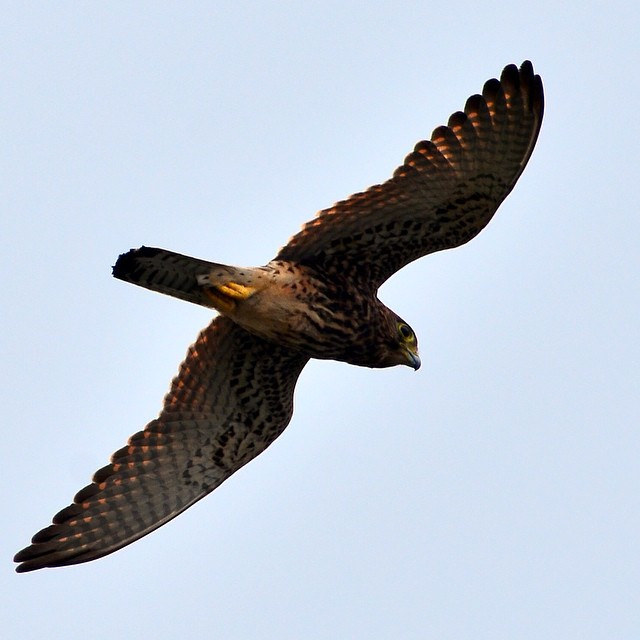
Un Cernícalo de las Molucas en vuelo

## Dieta
Se alimenta principalmente pequeños mamíferos, aves, lagartos e insectos.